# 王厚生
王厚生（1910年代—20世纪)，江苏人，中国著名政治家张君劢心腹，香港文化人士，中国民主社会党成员。1949年离开大陆，后旅居港台和美国。

## 生平
- 1940-1949年，居住在上海。民国31年(1942)和33年(1944)年任上海特别市商会监事。[1]
- 1949年，赴香港定居，追随民国著名政治家张君劢先生左右，张君劢其妹張幼儀是徐志摩的第一任夫人。
- 1950年，成为中国民主社会党少壮派领袖，年三十余岁。
- 50、60年代，活跃在香港民主运动，为香港第三势力主要代表之一。

王厚生与彭昭贤、张国焘、宣铁吾、上官云相、胡宗泽、梁寒操、方觉慧、张任民、伍宪子、伍藻池、金侯城、左舜生、顾孟余、王正廷、任援道、邓锦章、赵立武、童冠贤积极进行民主运动。后成立中国自由民主战斗同盟，主要成员有张发奎、顾孟余、张君劢、左舜生、李璜、张国焘、许崇智、伍宪子、李微尘、邱昌渭、谢澄平、罗梦册、董时进、许冠三、王厚生、司马璐、孙宝刚、孙宝毅与童冠贤，这些人分属民社、青年两党；部分则为国民党以及桂系政治人物。
- 50-70年代旅居香港，任《再生》杂志社社长（该杂志由张君劢在解放前创立，解放后迁移到香港）。

## 著作
- 中國之路 : 又名 : 中國興亡與第三勢力
- 近二百年經濟史綱， 1954，九龍 : 自由出版社, 民國43
- 中共制憲評論，1955
- 論原子時代的問題，1955
- 評共産黨的組織
- 张君劢先生的哲学思想
- 张君劢的政治思想
- 张君劢先生的社会主义思想